# Американска приказка 3: Съкровището на Остров Манхатън
„Американска приказка 3: Съкровището на Остров Манхатън“ (на английски: An American Tail: The Treasure of Manhattan Island) е американски издаден директно на видео анимационен филм от 1998 г., продуциран от Universal Cartoon Studios и е режисиран от Лари Латам. Това е третия филм на поредицата „Американска приказка“, и е първият пуснат филм, издаден директно на видео, и първият от поредицата, който използва дигитално мастило и боя.
Докато задържаха Дом Делуис чрез филмовата поредица, филмът събира озвучаващия състав от Нимая Персов и Ерика Йон, които участват заедно в „Американска приказка“ (1986) и „Американска приказка 2: Файвъл покорява запада“ (1991), Пат Мюзик от „Американска приказка“, която се завръща, за да озвучи Тони Топони, и включва Илейн Билстад, Рене Обержоноа, Дейвид Карадайн, Джон Касир, Рон Пърлман, Тони Джей и Ричард Карън. Гласовете на Файвъл и Таня Мишкович са озвучени от Томас Декър и Лейси Чабърт, които заместват предишните озвучители Филип Глейсър, Ейми Грийн от филма през 1986 г. и Кати Кавадини от „Американска приказка 2: Файвъл покорява запада“ и телевизионния сериал Fievel's American Tails. Японското студио TMS-Kyokuichi Corporation e външното анимационно студио за филма.
Премиерата на филма е във Великобритания на 16 ноември 1998 г., и е пуснат в Съединените щати и Канада на 15 февруари 2000 г. Това е последната филмова поява на Ерика Кон преди нейната смърт на 27 януари 2019 г. Това е също последната филмова роля на Илейн Билстед преди смъртта й на 30 януари 1999 г.

## Актьорски състав
| Актьор                            | Роля              |
| --------------------------------- | ----------------- |
| Томас Декър                       | Файвъл Мишкович   |
| Лейси Чабърт                      | Таня Мишкович     |
| Нимая Персов                      | Татко Мишкович    |
| Ерика Йон                         | Мама Мишкович     |
| Дом Делуис                        | Тайгър            |
| Пат Мюзик                         | Тони Топони       |
| Илейн Билстед Лийза Милър (вокал) | Солина            |
| Рене Обержоноа                    | Доктор Дитъринг   |
| Дейвид Карадайн                   | Вожд Вулисо       |
| Рон Пърлман                       | Господин Граспинг |
| Тони Джей                         | Господин Топлофти |
| Ричард Карън                      | Господин О'Блоут  |
| Шърман Хауърд                     | Полицай Макбруски |
| Джон Касир                        | Скътълбът         |
| Дейв Малоу                        | Други гласове     |

## Пускане
„Съкровището на Остров Манхатън“ е пуснат на VHS в САЩ и Канада на 15 февруари 2000 г. Преди да бъде пуснат в Северна Америка, той е рекламиран във VHS преизданията на „Американска приказка“ и „Файвъл покорява запада“ през 1998 г. По-късно е пуснат на DVD на 20 януари 2004 г. На 13 юни 2017 г. е пуснат отново на DVD с трите филма.

### По света
Премиерата на филма се състои във Великобритания през ноември 1998 г. Също е пуснат на 2 януари 2003 г. в Испания, на 9 февруари 2003 г. в Австралия, на 3 април 2003 г. в Русия, на 19 юни 2003 г. в Франция, на 4 ноември 2003 г. в Испания и на 4 април 2006 г. в Испания.

## В България
В България филмът е издаден на VHS на Александра Видео през 2000 г.

### Синхронен дублаж
| Роля                     | Изпълнител |
| ------------------------ | --- |
| Мама Мишкович            | Ива Апостолова |
| Тони Топони              | Даниела Йорданова |
| Файвъл                   | Соня Костадинова |
| Таня                     | Валерия Живкова |
| Тайгър Полицай Макбруски | Калин Арсов |
| Татко Мишкович           | Пламен Сираков |
| Други гласове            | Симеон Викторов Стефан Димитриев Кирил Бояджиев |
| Вокални изпълнители      | Валерия Живкова Галина Курдова Пламен Сираков Стефан Димитриев Стефан Викторов Ненчо Балабанов Атанас Сребрев Евгения Брайнова Цанко Тасев Ася Рачева Стефка Моллова |

| Обработка                  | Александра Аудио (2000)                 |
| -------------------------- | --------------------------------------- |
| Ръководител                | Васил Новаков                           |
| Превод и адаптация         | Мая Пачникова-Римини                    |
| Български текст на песните | Цветомира Михайлова Десислава Софранова |
| Музикален асистент         | Цветомира Михайлова                     |
| Музикална режисура         | Десислава Софранова                     |
| Тонрежисьори               | Николай Вътов Стамен Янев               |
| Режисьор на дублажа        | Даниела Горанова                        |